# スーパーステージ (テレビ東京)
『スーパーステージ』は、1991年10月16日から1992年3月18日までテレビ東京系列局で放送されていたテレビ東京製作の歌謡番組である。全19回。放送時間は毎週水曜 20:00 - 20:54 （日本標準時）。

## 概要
榊原郁恵が司会を務めた番組で、「本当にいい歌をじっくり聴いてもらおう」をコンセプトにして行われていた。当初は毎回2人の歌手をゲストに招き、榊原がトークを交えながら彼らのヒット曲を紹介していたが、1991年11月20日放送分からは大勢のゲストを招いたりと、この形式に当てはまらないケースも出てきた。

## 放送リスト
| 回 | 放送日         | 出演ゲストまたは企画内容                             |
| -- | -------------- | ---------------------------------------------------- |
| 1  | 1991年10月16日 | 藤田まこと、吉幾三                                   |
| 2  | 1991年10月30日 | 加藤登紀子、森進一                                   |
| 3  | 1991年11月6日  | 美川憲一、河内家菊水丸                               |
| 4  | 1991年11月13日 | 南こうせつ、石川さゆり                               |
| 5  | 1991年11月20日 | 五木ひろしと8人の女                                  |
| 6  | 1991年11月27日 | 伍代夏子、桑名正博ほか                               |
| 7  | 1991年12月4日  | 八代亜紀、工藤静香                                   |
| 8  | 1991年12月11日 | '91年度愛のヒット曲                                  |
| 9  | 1991年12月18日 | 谷村新司、研ナオコ                                   |
| 10 | 1992年1月8日   | 中村雅俊、堀内孝雄、五十嵐浩晃、崎谷健次郎、陣内大蔵 |
| 11 | 1992年1月15日  | 杉良太郎                                             |
| 12 | 1992年1月22日  | '70年大ヒット曲                                      |
| 13 | 1992年1月29日  | ちあきなおみ、チョー・ヨンピル                       |
| 14 | 1992年2月12日  | 西田ひかる、坂本冬美ほか                             |
| 15 | 1992年2月19日  | 和田アキ子                                           |
| 16 | 1992年2月26日  | 山本リンダ、今陽子                                   |
| 17 | 1992年3月4日   | さだまさし                                           |
| 18 | 1992年3月11日  | ヒットCM・ドラマ主題歌                               |
| 19 | 1992年3月18日  | 70年代メッセージフォーク                             |

## 備考
1991年10月23日放送分は、10月22日に逝去した春日八郎の追悼特番放送の影響で休止となった。この日に放送する予定だった加藤登紀子と森進一がゲストの回は、翌週の10月30日に回された。